# Megachile microsoma
Megachile microsoma är en biart som beskrevs av Cockerell 1912. Megachile microsoma ingår i släktet tapetserarbin, och familjen buksamlarbin. Inga underarter finns listade i Catalogue of Life.